# Mörby centrum (tunnelbanestation)
Mörby centrum är en tunnelbanestation i Stockholms tunnelbana, belägen i Danderyds kommun. Stationen ligger i direkt anslutning till köpcentrumet Mörby centrum. 
Tunnelbanestationen invigdes den 29 januari 1978 och är ändstation på linje 14. Den ligger efter station Danderyds sjukhus. Avståndet från station Slussen är 11,1 kilometer.
Stationen ligger i bergrum 20–22 meter under marken under Mörbyleden och Gamla landsvägen. Stationen har en biljetthall på centrumanläggningens bottenplan vid Mörbyplan. Konstnärlig utsmyckning av Karin Ek och Gösta Wessel; skuggmålningar som tycks skifta färg beroende på vinkeln.
Precis norr om stationen finns en larmad uppställningshall för tunnelbanetåg. Det finns fyra spår med plats för totalt sex stycken fullängdståg. I anslutning till denna uppställningshall finns även en nödutgång från stationen, som i övrigt bara har en uppgång. 
Tanken var inte att Mörby centrum skulle förbli ändstation och infrastrukturen kring stationen byggdes därför inte för att hantera motsvarande trafik av bussar m.m. Det fanns redan från början planer på att förlänga tunnelbanan, Tunnelbaneplan för Stockholm 1965 förutsåg att den skulle gå förbi Täby centrum till Hägernäs. Byte till bussar norrut har alltid gjorts lättare vid den tunnelbanestation som blev den näst sista på linjen norrut, grannstationen Danderyds sjukhus, där det byggdes en stor bussterminal i samband med tunnelbanans utbyggnad och där ordnades också en stor parkeringsplats för infartstrafik. Eftersom Täby kommun ville behålla och rusta upp Roslagsbanan istället, blev planerna på förlängning inställda.

## Galleri

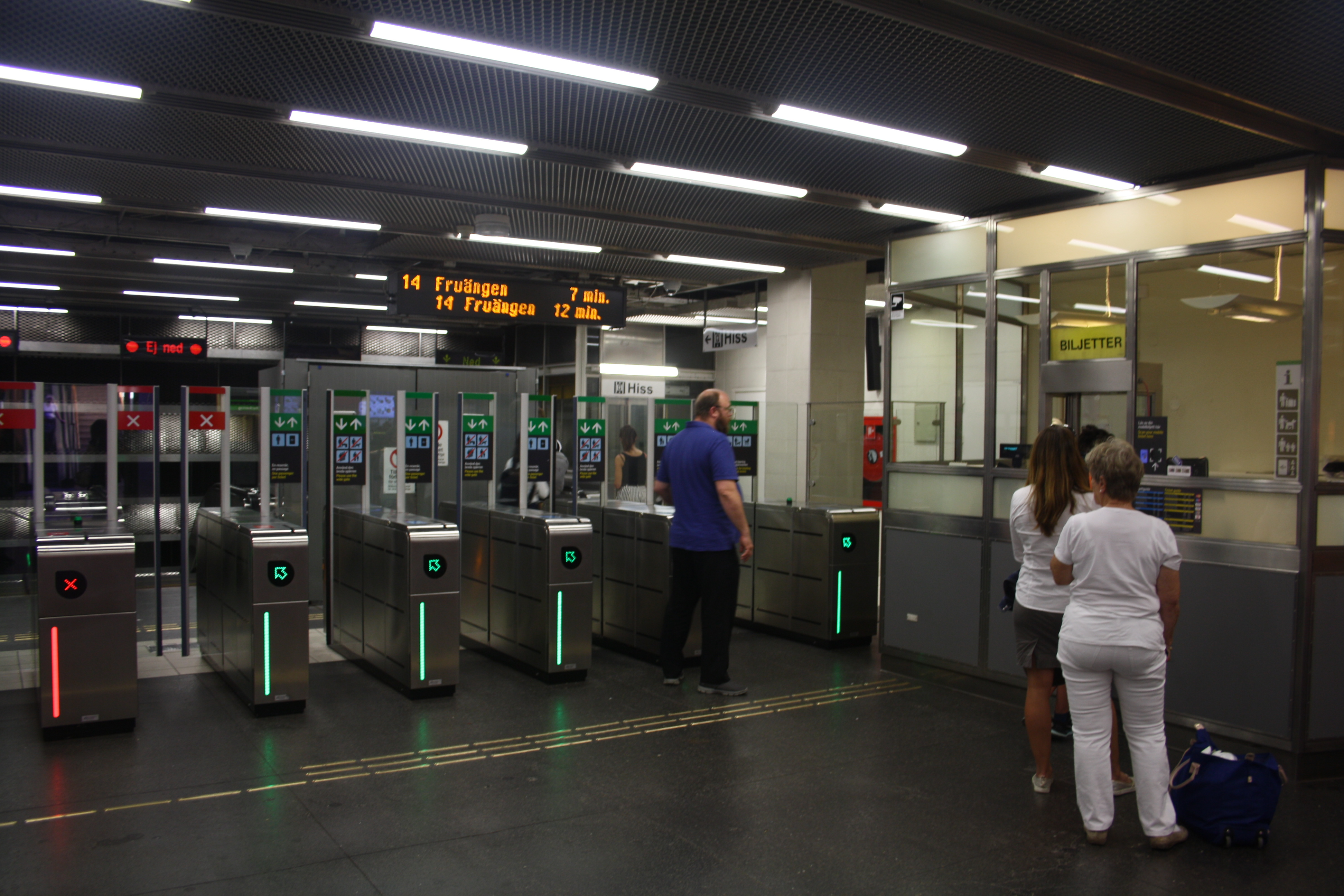
Spärren
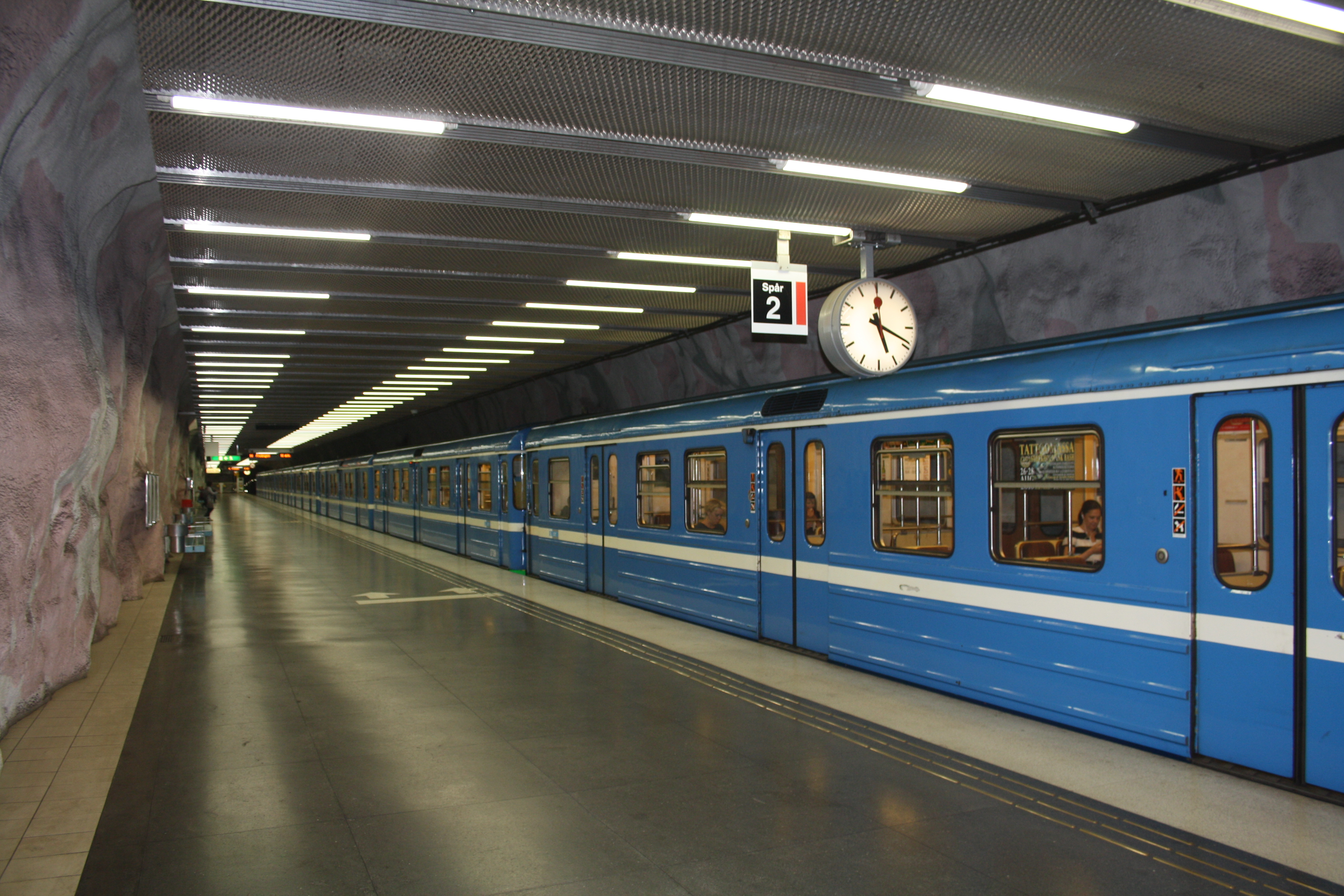
Cx-tåg i Mörby centrum
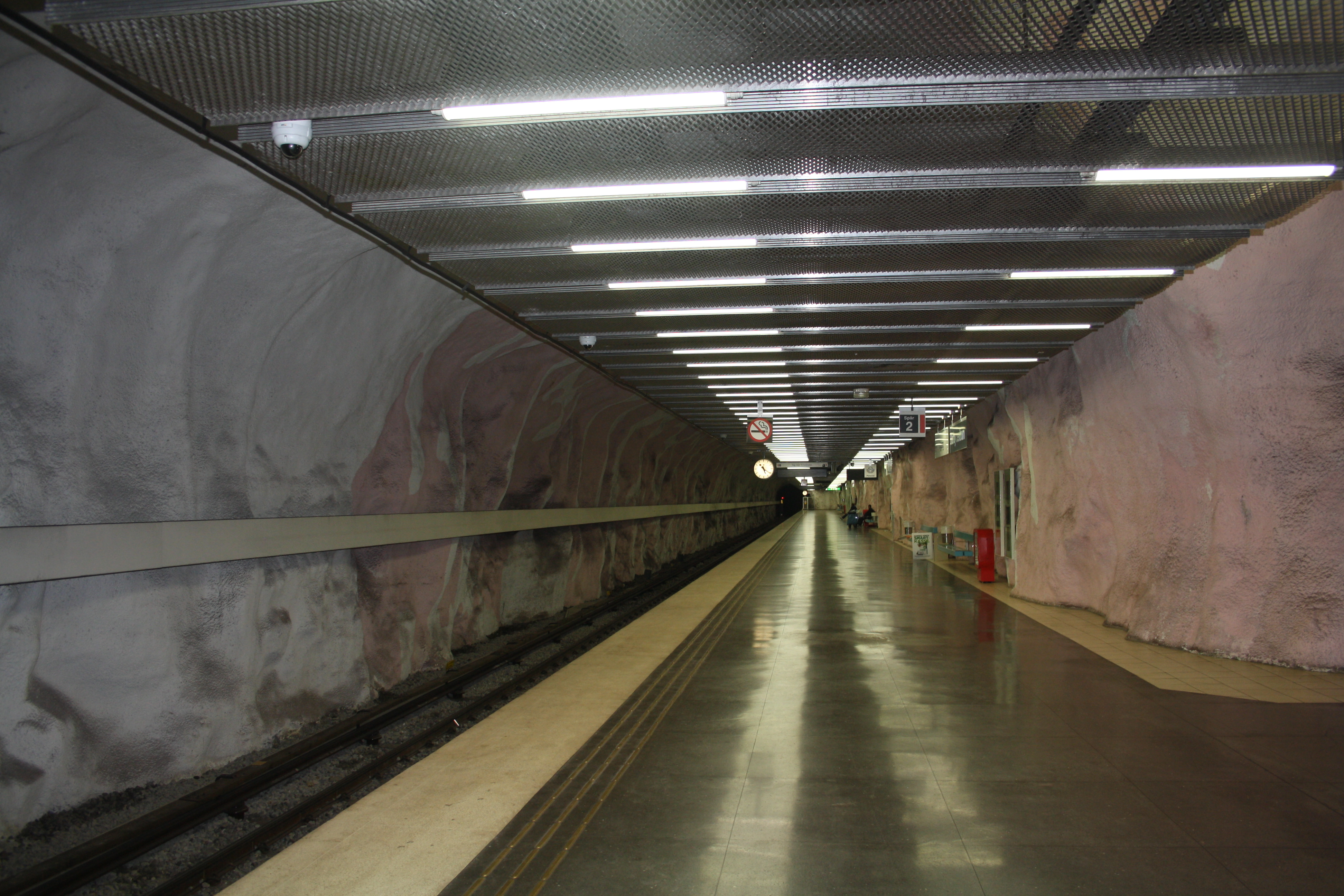
Perrongen
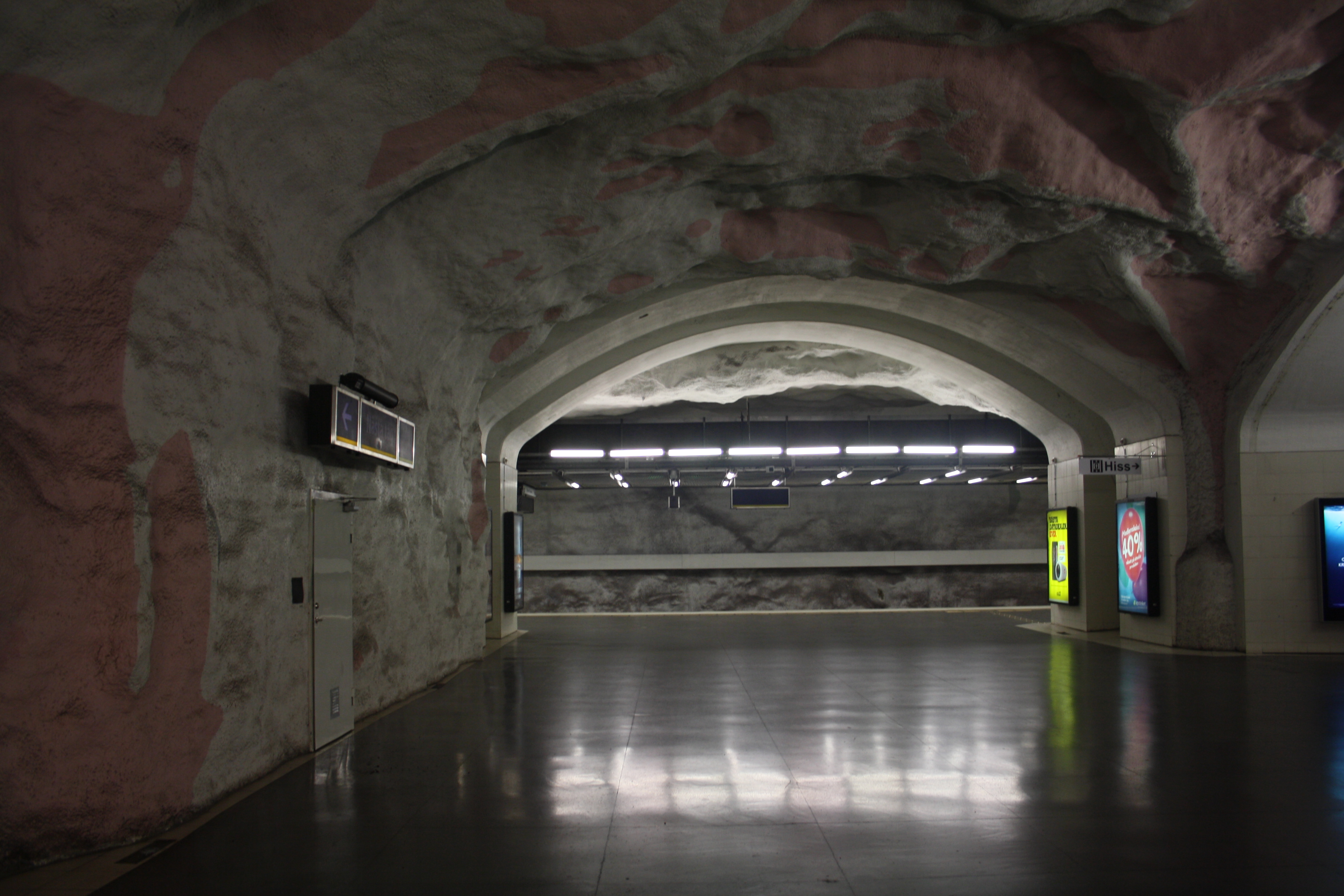
Passage till perrongerna